# Torre del Reloj Husainabad
La torre del reloj de Husainabad es una torre del reloj ubicada en la ciudad de Lucknow, en India. Fue construido en 1881 por Hussainabad Trust para marcar la llegada de Sir George Couper, el primer vicegobernador de la Provincia de Avadh.

## Historia
Está situada junto al Rumi Darwaza. Fue construida en 1881 y es la torre del reloj más alta de India. Fue construida como copia del Big Ben de Londres.
Richard Roskell Bayne diseñó esta estructura, de 67 metros (219,8 pies) de altura, y refleja diseños estructurales de estilo victoriano y gótico. Las piezas del reloj están hechas de bronce de cañón. Su péndulo gigantesco tiene una longitud de 4 metros, y la esfera del reloj está diseñada con la forma de una flor de oro de unos 30 centímetros y campanas a su alrededor.